# Vakıflı

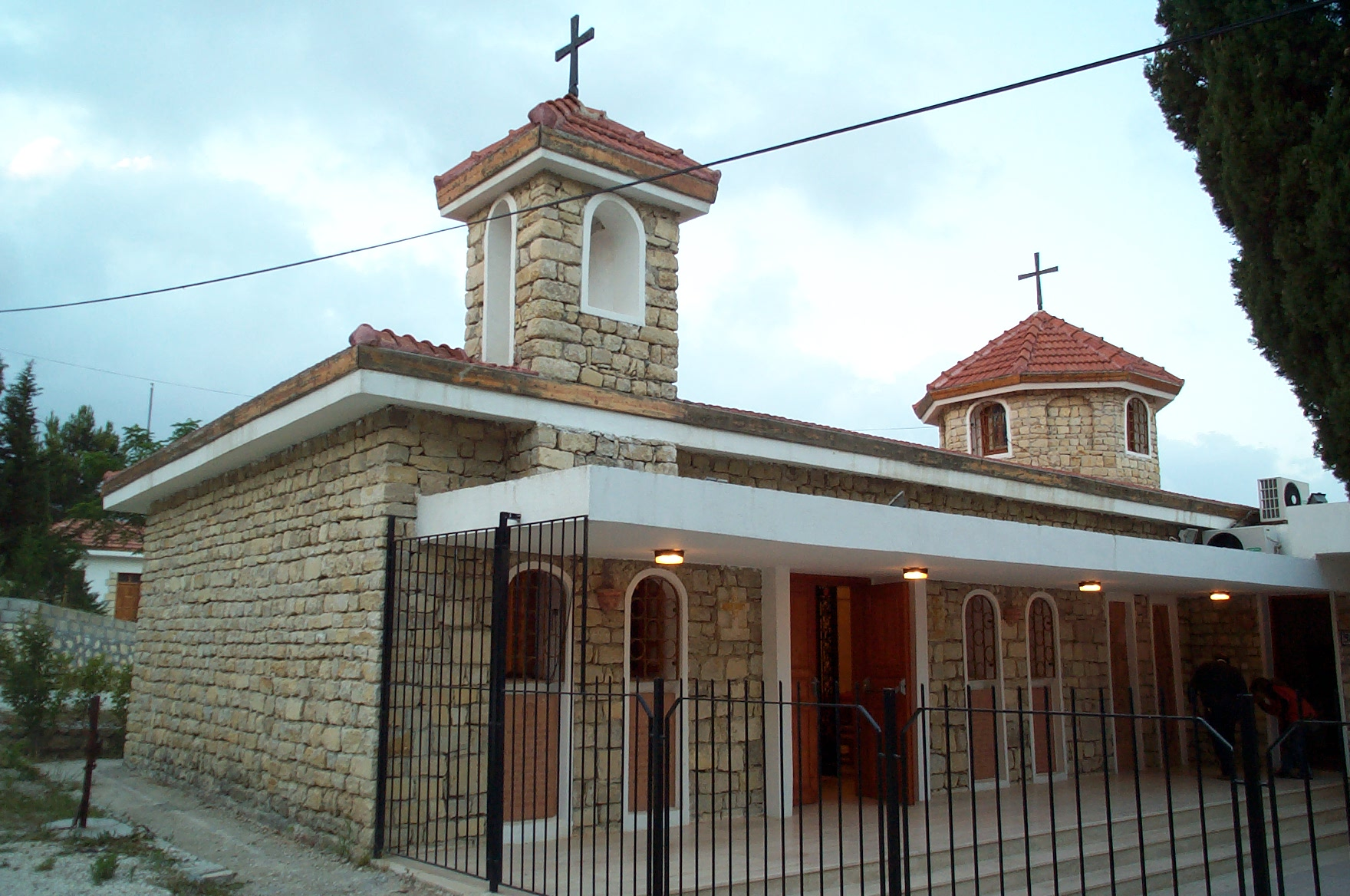
La chiesa del villaggio

Vakıflı Köyü (in armeno Վաքըֆ?) costituisce l'ultimo villaggio armeno in Turchia. Situato sulle pendici del Mussa Dagh, nel distretto di Samandağ, nella provincia di Hatay, il villaggio si affaccia sul Mar Mediterraneo ed è situato non molto lontano dal confine siriano. Ospita una comunità di circa 130 abitanti di etnia armena. La comunità parla un dialetto armeno occidentale.
I residenti di Vakıflı sono i discendenti di quegli armeni che resistettero sul Mussa Dagh al genocidio armeno del 1915. Per cinquantatré giorni, i gruppi armeni respinsero gli attacchi delle truppe turche finché i marinai francesi non avvistarono uno striscione che gli armeni avevano legato a un albero sulla montagna che avvertiva il pericolo incombente sulla comunità. 
Dopo essere stati trasportati a Porto Said dai francesi, sette comunità armene tornarono alle loro case, mentre la provincia di Hatay era sotto occupazione francese a partire dal 1918. 
A seguito di un accordo tra Francia e Turchia e un controverso referendum, il distretto tornò alla Turchia il 29 giugno 1939, sovranità ancora non riconosciuta dalla Siria. Dopo il trasferimento, gli abitanti degli altri sei villaggi armeni emigrarono dal Hatay, stabilendosi nella valle della Beqa' in Libano, in particolare presso Anjar, mentre i residenti di Vakıflı scelsero di rimanere.
Vakıflı ha sofferto di una grave mancanza di lavoro fino alla metà degli anni 2000, che ha spinto le giovani generazioni a trasferirsi a Istanbul. Oltre cinquecento persone originarie del villaggio vivono ora a Istanbul, molte delle quali tornano al villaggio per le vacanze estive. Con l'aiuto del governatore distrettuale (caimacam) e della Fondazione TEMA, che hanno identificato dieci villaggi e sviluppato progetti specifici per ogni villaggio per fermare la migrazione urbana, Vakıflı è stata selezionata per lo sviluppo dell'agricoltura biologica e dell'ecoturismo e il villaggio ha ottenuto l'unica certificazione di agricoltura biologica dell'Unione europea nella regione. Nel 2004, Vakıflı ha esportato arance biologiche per un valore di un milione di euro, dando speranza di redditività economica al villaggio e spingendo molti degli ex-abitanti a tornare da Istanbul.
Tra il 1994 e il 1997, la chiesa del villaggio è stata ricostruita e ampliata con l'assistenza del governo turco. 
Nel 2005, Vakıflı ha restaurato il suo vecchio edificio scolastico, trasformandolo in un bed and breakfast. Il progetto è stato applicato anche a due vecchie abitazioni. Con l'aiuto del governo locale e dell'Associazione per lo sviluppo di Vakıflı, organizzazione con sede a Istanbul, è in corso l'attuazione di un progetto per sviluppare l'ecoturismo, che mira a ripristinare le tradizionali abitazioni di pietra del villaggio.
I bambini del villaggio vengono trasportati dagli scuolabus per raggiungere scuole in insediamenti adiacenti.
Vakıflı ha ospitato venti rifugiati siriani di origine armena da Kessab, durante la guerra civile siriana.